# Ложниково (Нижнегирюнинское сельское поселение)
Ложниково — село в Балейском районе Забайкальского края России, входит в состав сельского поселения «Нижнегирюнинское».

## География
Село находится в южной части района, на левом берегу реки Талангуй, на расстоянии примерно 35 км (по прямой) к юго-востоку от города Балей, административного центра района. 
Климат
Климат характеризуется как резко континентальный с продолжительной холодной малоснежной зимой. Абсолютный минимум температуры воздуха самого холодного месяца (января) составляет −45,5 °C; абсолютный максимум самого тёплого месяца (июля) — 39,2 °C. Среднегодовое количество атмосферных осадков составляет 308,3 мм.
Часовой пояс
Село Ложниково, как и весь Забайкальский край, находится в часовой зоне МСК+6. Смещение применяемого времени относительно UTC составляет +9:00.

## История
Первый дом в селе был поставлен в 1786 году, изначальное название села — Широкое. Официальная дата основания села 1820 год.   

## Население
| 2010 | 2021 |
| ---- | ---- |
| 98   | ↘48  |

### Национальный состав
Согласно результатам переписи 2002 года, в национальной структуре населения русские составляли 99 % из 156 чел.

## Инфраструктура
В селе функционируют фельдшерско-акушерский пункт и библиотека.